# Fortaleza de Moglena
La fortaleza de Moglena (en búlgaro: Мъгленска крепост, en griego: Κάστρο Μογλενών, Κάστρο Χρυσής) es una fortaleza medieval cuyas ruinas se encuentran en la actual región de Macedonia, Grecia, en Almopía, justo al lado del pueblo de Chrysi.

## Historia
La fortaleza ha sido identificada como Moglena, una ciudad medieval, sede del tema bizantino del mismo nombre y una diócesis desde al menos el siglo xi. En 1134, se menciona a un obispo llamado Hilarión de Moglena.
Según el viajero del siglo xix Alfred Delaculonche, este es el sitio de la antigua ciudad de Europos, una versión también aceptada por la arqueóloga Depsina Evgenidou. Sin embargo, no se encontraron restos antiguos en el sitio y hay otras versiones de la ubicación de Europos: en 1913, Nikolaos Papadakis lo identificó con Rudinsko Kale cerca de Rudino.
La fortaleza fue defendida por el kavján Domeciano e Ilica, boyardo de la región, contra las tropas del emperador Basilio II, quien para capturarla en 1015, se vio obligado a desviar el río Moglenitsas, socavando los cimientos de la fortaleza y solo después de usar fuego, logró penetrar en la fortaleza. Moglena se menciona en los documentos del emperador Basilio II, que definía los límites de la arquidiócesis de Ohrid.
En 1980, la fortaleza de Moglena fue declarada sitio arqueológico protegido.  

## Descripción
Los muros conservados de la fortaleza datan de los siglos x al xii, pero probablemente se construyeron sobre otros más antiguos. Los muros se pueden rastrear en su totalidad, pero están mejor conservados en las partes sur y sureste. Los muros supervivientes tienen unos 500 metros de largo y hasta 7 metros de altura. Las paredes están hechas de piedras de río del río Moglenitsas e hileras de ladrillos rotos. Se conservan dos torres elípticas, una redonda y otra cuadrada.
El asentamiento amurallado cubre 40 acres y parece haberse extendido hacia el este. Dentro de la fortaleza se descubrió una basílica episcopal de tres naves. En la Ciudad Baja, se descubrió una iglesia cementerio.